# 虎臣
虎 臣（こ しん、生没年不詳）は、明代の官僚。本貫は鳳翔府麟遊県。

## 生涯
成化年間、推薦により太学に入った。天下の士大夫が先聖廟を通り過ぎるときに輿や馬から下りるよう求める上奏をおこない、成化帝に聞き入れられた。成化21年（1485年）、虎臣が親の世話をするために帰郷すると、陝西は飢饉の最中にあった。陝西巡撫の鄭時が振恤を請願しようとしていたため、虎臣はその上奏文を持って上京した。虎臣は飢餓欠乏の状況を激しい言葉で述べ立てたので、多くの振貸物資を獲得することができた。まもなく「臣の郷里は年来飢饉の被害を受け、人があい食む惨状にありますが、長吏が貪婪残酷なため、税賦や徭役が公平を失しています。役人に命じて民戸を審査させ、三等に分けて徭役を科すようお願いします」と言上し、聞き入れられた。成化23年（1487年）、弘治帝が即位すると、北京の万歳山に棕棚を建てて、登って眺められるようにしようと計画した。虎臣はこれに反対する上疏をおこない、弘治帝を諫めた。国子祭酒の費誾は禍が及ぶのを恐れて、虎臣を鉄鎖で堂樹の下に繋いだ。まもなく官校が左順門に出頭するよう虎臣に通知し、虎臣の言のとおり棕棚は廃棄されることになったと弘治帝の意思を伝えた。費誾は大いに恥じ入って、虎臣の名は都下に聞こえるようになった。ほどなく虎臣は七品の官位を受け、楚雄府𥔲嘉知県として出向した。のちに在官のまま死去した。賄賂を受け取らず、土官に毒殺されたという。